# ペッパーX
ペッパーX (英語: Pepper X)はキャロライナ・リーパーを開発したエド・カリーが作ったトウガラシ属の唐辛子の栽培品種である。ペッパーXはふさの中で特に高濃度のカプサイシンを作るトウガラシ品種をかけあわせて作られた。
ペッパーXは、外観自体はキャロライナ・リーパーに類似するが、赤いキャロライナ・リーパーと異なり、茶色がかった緑色である。
エド・カリーによるとペッパーXは「キャロライナ・リーパーの2倍辛い」品種で、スコヴィル値は318万に達し、キャロライナ・リーパーやドラゴンズ・ブレスを抜いて世界一辛いトウガラシとなる。開発には10年ほどかかったという。カリーによると、このトウガラシを試食した人々は全員嘔吐したとされる。カリーは、ペッパーXよりも辛い品種の存在も示唆している。
当初ギネス世界記録に認められてはいなかったが2023年10月にギネスワールドレコーズはペッパーXを世界で最も辛い唐辛子として認定した。カリーは、ギネス記録認定を受け、ペッパーXの知的財産権を確保するとともに、市場にはホットソースとしてのみ流通させると発表した。
ペッパーXは、著名人が辛い味付けのチキンを食べながら会話をするチャットショーであるYouTubeのシリーズHot Onesの企画で、辛味ソースであるラスト・ダブを構成する食材となった。